# Cristina (filha de Eduardo)
Cristina, filha de Eduardo, o Exilado e Ágata, e irmã de Edgar, o Atelingo e Margarida da Escócia, nasceu na década de 1040. Suas sobrinhas Edite e Maria foram enviadas à abadia de Romsey, perto de Southampton, em 1086, quando era abadessa.

## Vida
Veio para o Reino da Inglaterra com sua família em 1057, da Hungria. Junto com seus irmãos, foi para o exílio no Reino da Escócia, na corte de Malcolm III, seu futuro cunhado.
Em algum momento antes de 1086, ela voltou para a Inglaterra, e entrou no convento da abadia de Romsey, onde ela tutelava suas sobrinhas Edite e Maria. Edite deu testemunho de um conclave de bispos convocados por Anselmo de Cantuária para determinar se Edite podia legalmente se casar com Henrique I de Inglaterra. No âmbito dessa investigação, ela declarou que nunca tinha tomado santos votos, insistindo que seus pais tinham enviado ela e sua irmã para a Inglaterra para fins educacionais, e que sua tia Cristina tinha velado a ela para protegê-la "da concupiscência dos normandos." Edite alegou que ela tinha puxado o véu e estampada nela, e que Cristina tinha batido e a repreendeu por isso. Após seu casamento com Henrique, Edite mudou seu nome para Matilda em honra de sua madrinha.
As propriedades mantidas por Cristina em Ulverley, Warwickshire e Gloucestershire são registradas no Domesday Book. A data da sua morte não é conhecida, mas ela não parece ter dado provas ao conclave, sugerindo que ela morreu algum tempo antes de 1100. Uma evidência adicional de sua morte inclui a transferência antes de 1093 de suas sobrinhas à abadia de Wilton para a educação e a nomeação de Edite de Wessex, rainha da Germânia como a próxima abadessa de Romsey.